# Siseby
Sisesby (dansk) eller Sieseby (tysk) er en landsby beliggende ved Sliens sydøstlige bred i landskabet Svans i Sydslesvig. Administrativt hører Siseby under Tumby Kommune i Rendsborg-Egernfjord kreds i den nordtyske delstat Slesvig-Holsten. Siseby er sogneby i Siseby Sogn. Sognet lå i Risby Herred (senere Svans godsdistrikt, Slesvig/Sønderjylland), da området tilhørte Danmark.
Byen er første gang nævnt i 1267 i Dipl. Dan. som Siceby. Stednavnet henviser til personnavnet Sizo. Siseby hørte historisk under Måslev gods. I 1887 kom stort set hele landsbyen sammen med det nordøst for Siseby beliggende Binebæk gods i hertugfamilien Slesvig-Holsten-Sønderborg-Lyksborgs eje. Siseby er i dag kendt for sine mange stråtækte bygninger. Siden 2000 er hele landsbyen fredet. Der er både et færgeleje for Sliens fjordfærger og et lille lystbådehavn. I omegnen ligger bebyggelserne Stubbe, Guggelsby, Tumby, Sensby, Bogsryde og Vindemark. På Sliens modsatte bred ligger Bognæs, Ketelsby og Lindånæs. 
Den kendte Siseby-orgel i Haderslev Domkirke stod oprindelig i Siseby Kirke. Orglet blev bygget i 1820 og var et af de første Marcussen-orgler.
Siseby er nævnt i folkesagnet om heksen, som kunde vende vinden på Slien.
- Stråtækt bygning fra 1861
- Den tidligere Siseby Kro
- Siseby Kirke
- Stråtækte bygningner nede ved Slien
- Bådbroen ved Slien
- Sisebækken nord for Siseby